# العلاقات البيلاروسية الكرواتية
العلاقات البيلاروسية الكرواتية هي العلاقات الثنائية التي تجمع بين روسيا البيضاء وكرواتيا.

## مقارنة بين البلدين
هذه مقارنة عامة ومرجعية للدولتين:
| وجه المقارنة                                              | روسيا البيضاء                    | كرواتيا                                                  |
| --------------------------------------------------------- | -------------------------------- | -------------------------------------------------------- |
| المساحة (كم2)                                             | 207.60 ألف                       | 56.59 ألف                                                |
| عدد السكان (نسمة)                                         | 9.50 مليون                       | 4.11 مليون                                               |
| الكثافة السكانية (ن./كم²)                                 | 45.76                            | 72.63                                                    |
| العاصمة                                                   | مينسك                            | زغرب                                                     |
| اللغة الرسمية                                             | اللغة البيلاروسية، اللغة الروسية | اللغة الكرواتية                                          |
| العملة                                                    | روبل بلاروسي                     | كونا كرواتية                                             |
| الناتج المحلي الإجمالي (بليون دولار)                      | 54.44 مليار                      | 54.85 مليار                                              |
| الناتج المحلي الإجمالي (تعادل القوة الشرائية) بليون دولار | 168.35 مليار                     | 94.64 مليار                                              |
| الناتج المحلي الإجمالي الاسمي للفرد دولار أمريكي          | 5.74 ألف                         | 11.54 ألف                                                |
| الناتج المحلي الإجمالي للفرد دولار أمريكي                 | 18.18 ألف                        | 21.64 ألف                                                |
| مؤشر التنمية البشرية                                      | 0.798                            | 0.818                                                    |
| رمز المكالمات الدولي                                      | +375                             | +385                                                     |
| رمز الإنترنت                                              | .by، .бел                        | .hr                                                      |
| المنطقة الزمنية                                           | ت ع م+03:00                      | توقيت وسط أوروبا، ت ع م+01:00، ت ع م+02:00، أوروبا/زغرب ‏ |

## منظمات دولية مشتركة
يشترك البلدان في عضوية مجموعة من المنظمات الدولية، منها:
| علم المنظمة | اسم المنظمة                               | تاريخ انضمام روسيا البيضاء | تاريخ انضمام كرواتيا |
| ----------- | ----------------------------------------- | -------------------------- | -------------------- |
|             | اتفاقية السماوات المفتوحة                 | ?                          | ?                    |
|             | منظمة الأمن والتعاون في أوروبا            | 30 يناير 1992              | 24 مارس 1992         |
|             | مؤسسة التمويل الدولية                     | 2 نوفمبر 1992              | 25 فبراير 1993       |
|             | منظمة حظر الأسلحة الكيميائية              | ?                          | ?                    |
|             | الأمم المتحدة                             | 24 أكتوبر 1945             | 22 مايو 1992         |
|             | الاتحاد الدولي للاتصالات                  | 7 مايو 1947                | 3 يونيو 1992         |
|             | منظمة الشرطة الجنائية الدولية             | ?                          | ?                    |
|             | البنك الدولي للإنشاء والتعمير             | 10 يوليو 1992              | 25 فبراير 1993       |
|             | الاتحاد البريدي العالمي                   | ?                          | ?                    |
|             | المركز الدولي لتسوية المنازعات الاستشارية | 9 أغسطس 1992               | 22 أكتوبر 1998       |
|             | وكالة ضمان الاستثمار متعدد الأطراف        | 3 ديسمبر 1992              | 19 مارس 1993         |
|             | يونسكو                                    | 12 مايو 1954               | 1 يونيو 1992         |
|             | مجموعة الموردين النوويين                  | ?                          | ?                    |

## وصلات خارجية
- موقع وزارة الخارجية البيلاروسية
- موقع وزارة الخارجية الكرواتية